# Negrillos
Negrillos ist eine Ortschaft im Departamento Oruro im Hochland des südamerikanischen Staates Bolivien.

## Lage im Nahraum
Negrillos ist zentraler Ort des Kanton Negrillos im Municipio Sabaya in der Provinz Sabaya. Die Ortschaft liegt auf einer Höhe von 3839 m am Fuß des Cerro Khohuari (4494 m), etwa 25 Kilometer südlich des Río Lauca, der zum Salzsee Salar de Coipasa hin fließt.

## Geographie
Das Klima in der Region ist semiarid, der Jahresniederschlag liegt bei nur 200 mm (siehe Klimadiagramm Sabaya). Von April bis November herrscht Trockenzeit mit Monatswerten von weniger als 10 mm Niederschlag, die Feuchtezeit im Sommer ist kurz und der Regen wenig ergiebig. Die Jahresdurchschnittstemperatur liegt bei knapp 7 °C ohne wesentliche Schwankungen im Jahresverlauf, aber mit starken Tagesschwankungen der Temperatur und häufigem Frostwechsel.
Die Vegetation in der Region entspricht der semiariden Puna und ist baumlos und setzt sich vor allem aus Dornsträuchern, Gräsern, Sukkulenten und Polsterpflanzen zusammen. Sie wird wirtschaftlich als Lama-, Alpaka- und Schafweide genutzt.

## Verkehrsnetz
Die Ortschaft liegt in einer Entfernung von 206 Straßenkilometern südwestlich von Oruro, der Hauptstadt des Departamentos.
Von Oruro aus führt die Nationalstraße Ruta 12 über Toledo, Ancaravi und Huachacalla nach Esmeralda, und von dort weiter über Sabaya nach Pisiga an der chilenischen Grenze und nach Colchane in Chile. In Esmeralda zweigt eine unbefestigte Piste in westlicher Richtung von der Ruta 12 ab und führt über Yunguyo nach Negrillos.

## Bevölkerung
Die Einwohnerzahl ist in den vergangenen beiden Jahrzehnten auf mehr als das Dreifache angestiegen:
| Jahr | Einwohner | Quelle       |
| ---- | --------- | ------------ |
| 1992 | 44        | Volkszählung |
| 2001 | 115       | Volkszählung |
| 2012 | 151       | Volkszählung |
| 2024 |           | Volkszählung |

Die Region weist einen hohen Anteil an Aymara-Bevölkerung auf, im Municipio Sabaya sprechen 62,9 Prozent der Bevölkerung Aymara.